# Marina Bouras
Pour les articles homonymes, voir Bouras.
Marina Bouras née le 21 février 1970 est une actrice danoise ayant joué dans Les Idiots (Idioterna) de Lars von Trier et dans la série télévisée danoise The Eagle: A Crime Odyssey.

## Filmographie
- 2022 : Love & Anarchy : Vivianne (5 épisodes)
- 2024 : Sons (Vogter) de Gustav Möller : Helle
- 2024 : Les Enquêtes du département V : Promesse (Den grænseløse) d'Ole Christian Madsen